# Cremnochorites capensis
Cremnochorites capensis és una espècie de peix de la família dels tripterígids i de l'ordre dels perciformes.

## Morfologia
- Els mascles poden assolir 8 cm de longitud total.[1]

## Hàbitat
És un peix marí, de clima subtropical i demersal que viu entre 5-30 m de fondària.

## Distribució geogràfica
Es troba a Sud-àfrica.

## Observacions
És inofensiu per als humans.